# Sarota myrtea
Sarota myrtea is een vlindersoort uit de familie van de prachtvlinders (Riodinidae), onderfamilie Riodininae.
Sarota myrtea werd in 1886 beschreven door Godman & Salvin.